# Tugh Temür khan
Tugh Temür khan eller Kejsar Wenzong,  eller Jayaatu khan född 1304, död 1332, var en mongolisk kejsare i den kinesiska Yuandynastin. Tugh Temür khan regerade Kina från 1328 till 1332 Tugh Temür khan tillträdde tronen efter påverkan av tjänsteman El Temür, efter att den tidigare nioåriga barnkejsaren Aragibag khan i oktober 1328 plötsligt försvann efter att sannolikt blivit mördad. En maktstrid utbröt mellan Tugh Temür khan och hans äldre bror Khoshila khan som ledde till att Khoshila khan tog makten 27 februari 1329 fram till att han blev mördad i slutet av augusti, och 8 september 1329 återtog Tugh Temür khan makten. Tugh Temür khan dog plötsligt av sjukdom 1332 och efterträddes av sin bara sex år gamla brorson Irinjibal khan.
Tugh Temür khan var mycket kulturell och var utbildad i kinesiska. Han skrev poesi, målade, skrev kalligrafi, läste klassiska verk och sponsrade kulturella aktiviteter.

## Regeringsperioder
- Tianli (天历) 1328–1329[8]
- Zhishun (至順) 1330–1332[8]